# Útočiště pandy velké v S’-čchuanu
Útočiště pandy velké v S’-čchuanu (čínsky v českém přepisu S’-čchuan ta-siung-mao čchi-si-ti, pchin-jinem Sìchuān Dàxióngmāo Qīxīdì, znaky zjednodušené 四川大熊猫栖息地, tradiční 四川大熊貓棲息地, anglicky Sichuan Giant Panda Sanctuaries) je soubor národních parků a rezervací v jihozápadní Číně v provincii S’-čchuan, v nichž žije více než 30 % populace pandy velké. Od roku 2006 jsou parky a rezervace součástí světového dědictví UNESCO.
Rezervace a parky začleněné do světového dědictví jsou nejdůležitějšími oblastmi života a rozmnožování pand. Celkem sedm přírodních rezervací a devět parků v horách Čchiung-laj a Ťia-ťin se rozkládá na ploše 9245 km². Spolu s pandami jsou útočištěm i pro další ohrožené druhy, jako je panda červená, irbis, a levhart obláčkový. Jejich tropické deštné pralesy jsou jedním z botanicky nejbohatších míst na světě a jsou domovem 5000–6000 druhů rostlin.
Útočiště pandy velké v S’-čchuanu zahrnuje sedm přírodních rezervací:
- přírodní rezervace Wo-lung (卧龙自然保护区);
- přírodní rezervace Feng-tchung-čaj (蜂桶寨自然保护区);
- přírodní rezervace S’-ku-niang-šan (四姑娘山自然保护区);
- přírodní rezervace La-pa-che (喇叭河自然保护区);
- přírodní rezervace Che-šuej-che (黑水河自然保护区);
- přírodní rezervace Ťin-tchang–Kchung-jü (金汤—孔玉自然保护区);
- přírodní rezervace Cchao-pcho (草坡自然保护区).

a devět přírodních parků:
- přírodní park Čching-čcheng-šan–Tu-ťiang-jen (青城山—都江堰风景名胜区);
- přírodní park Tchien-tchaj-šan (天台山风景名胜区);
- přírodní park S’-ku-niang-šan (四姑娘山风景名胜区);
- přírodní park Si-ling-süe-šan (西岭雪山风景名胜区);
- přírodní park Ťi-kuan-šan–Ťiou-lung-kou (鸡冠山—九龙沟风景名胜区);
- přírodní park Ťia-ťin-šan (夹金山风景名胜区);
- přírodní park Mi-ja-luo (米亚罗风景名胜区);
- přírodní park Ling-ťiou-šan–Ta-süe-feng (灵鹫山—大雪峰风景名胜区);
- přírodní park Er-lang ( 二郎山风景名胜区).